# Camille Schnoor
Camille Schnoor (* 1986 in Nizza) ist eine deutsch-französische Opernsängerin in der Stimmlage Sopran.

## Biografie
Camille Schnoor studierte am Pariser Konservatorium Klavier bis zu ihrem Abschluss in 2007 und schloss daran ein Gesangsstudium an. 2012 kam sie als Stipendiatin des Fördervereins an das Theater Aachen und debütierte dort als Gretel in Hänsel und Gretel. Von 2014 bis 2016 war sie Ensemblemitglied dieses Hauses und stellte dort u. a. die Titelrolle in Luisa Miller, Agathe (Der Freischütz), Maria (West Side Story), Marie (Die verkaufte Braut) und die Hauptrolle La Seconde Fille in der deutschen Erstaufführung von Philippe Boesmans Oper Au monde dar. Von 2016 bis 2023 gehörte sie dem Ensemble des Münchner Staatstheaters am Gärtnerplatz an. Schon zu Beginn dieses Engagements wirkte sie als Julie bei der Uraufführung von Johanna Doderers Oper Liliom in der weiblichen Hauptrolle mit. Weiterhin verkörperte sie dort u. a. die Fürstin Alexandra Maria (Die Faschingsfee), Donna Elvira (Don Giovanni), Hanna Glawari (Die lustige Witwe), Mimì (La Bohème), Tatjana (Eugen Onegin), Giulietta (Hoffmanns Erzählungen).
Gastspiele führten sie an die Opéra de Limoges, wo sie 2018 die Cio Cio San in Madama Butterfly und 2022 die Titelrolle in Ariadne auf Naxos darstellte, sowie 2021 als Hanna Glawari in Die lustige Witwe an die Oper Nizza. Bei der Premiere des Festivals Operklosterneuburg 2022 übernahm sie als Einspringerin die Partie der Mimì in La Bohème. Ihr Debüt bei den Bayreuther Festspielen gab sie 2023 als zweites Zaubermädchen in Jay Scheibs Neuproduktion von Parsifal. 2024 führte sie ihre nunmehr freiberufliche Tätigkeit als fremde Fürstin in Rusalka an die Oper Nizza und als Caroline in einer französischsprachigen Produktion von Die Fledermaus (entspr. Rosalinde in der deutschen Fassung) an die Opéra de Lille. 

## Preise und Auszeichnungen
- 1. Preis beim Internationalen Wettbewerb Vokal Genial, München 2013[20]
- Bayerischer Kunstförderpreis 2020

## Diskografie
- Emmerich Kálmán: Die Faschingsfee mit Camille Schnoor als Fürstin Alexandra Maria. Chor und Orchester des Staatstheaters am Gärtnerplatz, Michael Brandstätter. CD erschienen bei CPO, 2019.
- Les âmes naturelles. Camille Schnoor singt Lieder von Patrick Nebbula mit dem Komponisten am Klavier. CD erschienen bei Klarthe Records, 2022.